# جلال آل

جلال آل في دور عبد الرحمن ألب في قيامة أرطغرل

جلال آل (بالتركية: Celal Al)‏  مواليد 13 سبتمبر 1984 ممثل التركي

## حياته
ولد جلال آل في ولاية ارتفين الساحلية والواقعة على سواحل البحر الأسود شمال شرق تركيا، وقد انهى دراسته الابتدائية والثانوية فيها اكمل دراسته الجامعية فيها أيضا حيث تخرج من كلية الفنون الجميلة قسم التمثيل، وذلك في برنامج نظمته رابطة الجمعية الإسلامية الأمريكية في لوس أنجليس الأمريكية، شارك فيه جلال آل. وفي ختام البرنامج وقف الزوجان المكسيكيان بجانب جلال آل ونطقا بالشهادتين معه معلنين إسلامهما.

## أعماله
- مسلسل وادي الذئاب الموسم السادس
- مسلسل قيامة ارطغرل دور عبد الرحمن غازي (شخصية خيالية)
- مسلسل المؤسس عثمان دور عبد الرحمن غازي (شخصية خيالية)
- مسلسل فاتح القدس صلاح الدين الأيوبي دور أتسيز